# Sinkanszen E4
A Sinkanszen E4-es sorozat egy emeletes japán nagysebességű 25 kV 50 Hz AC áramrendszerű villamosmotorvonat-sorozat. Japánban ez a második emeletes vonat típus, az első a Sinkanszen E1-es sorozat volt. Az East Japan Railway Company (röviden: JR East) üzemelteti a Tóhoku, a Dzsóecu és a Nagano Sinkanszen vonalakon. A Hitachi Ltd. és a Kawasaki Heavy Industries gyártotta 1997 és 2003 között. Összesen 26 motorvonat készült el.
Két nyolckocsis szerelvény képes összekapcsolódni a nagyobb utaskapacitás érdekében: a tizenhat kocsis szerelvényben összesen 1634 ülőhely van, ez a legnagyobb férőhely kapacitás a nagysebességű vonatok közt a világon.
Selejtezése 2013-ban kezdődött el.

## Utastér
A kocsikban az ülések 2+3 vagy 3+3 elrendezésben vannak. Egy vonatban összesen 817 ülőhely található.

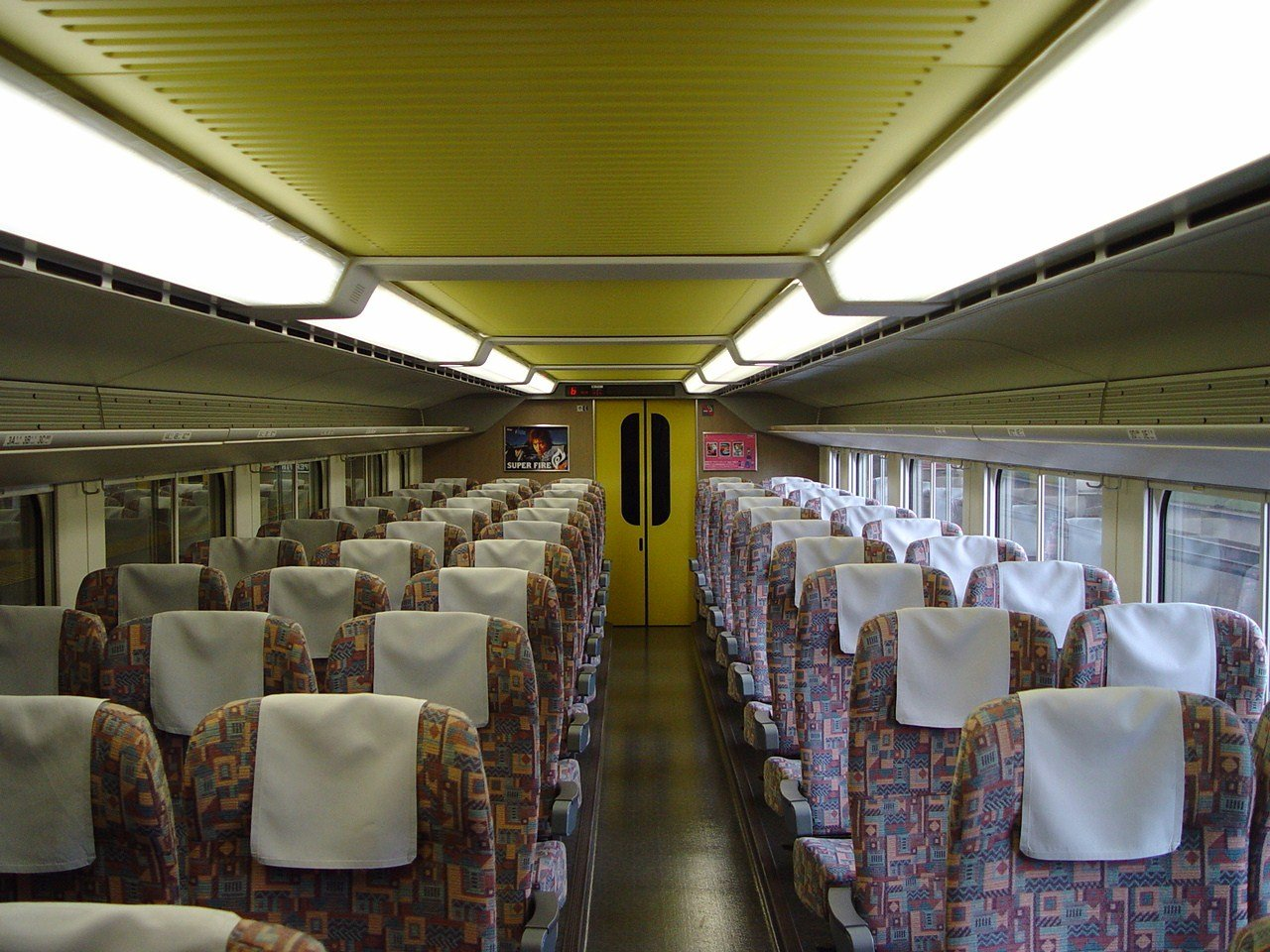
Standart osztály az alsó szinten 2+3 üléselrendezéssel
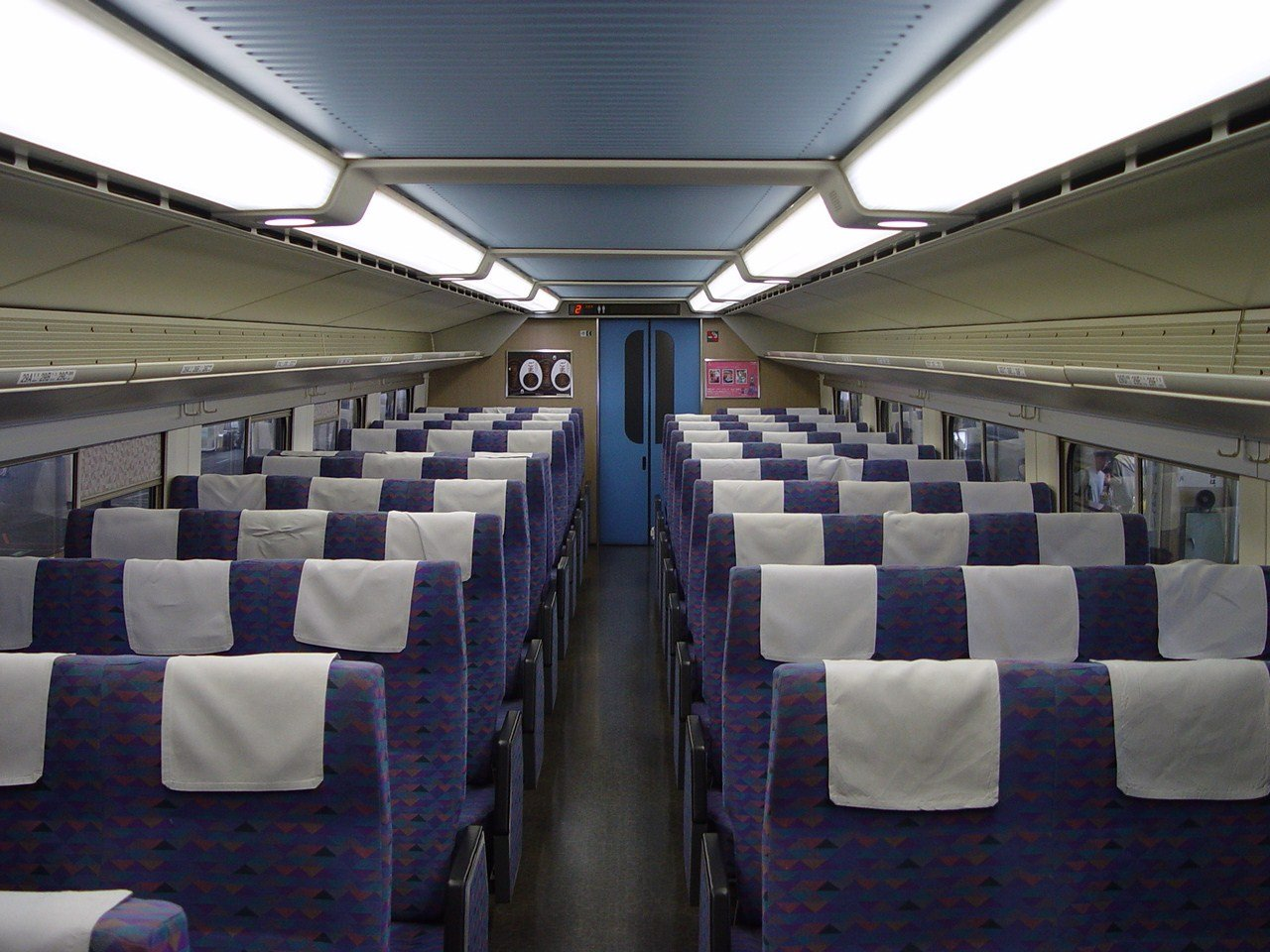
Standart osztály a felső szinten 3+3 üléselrendezéssel
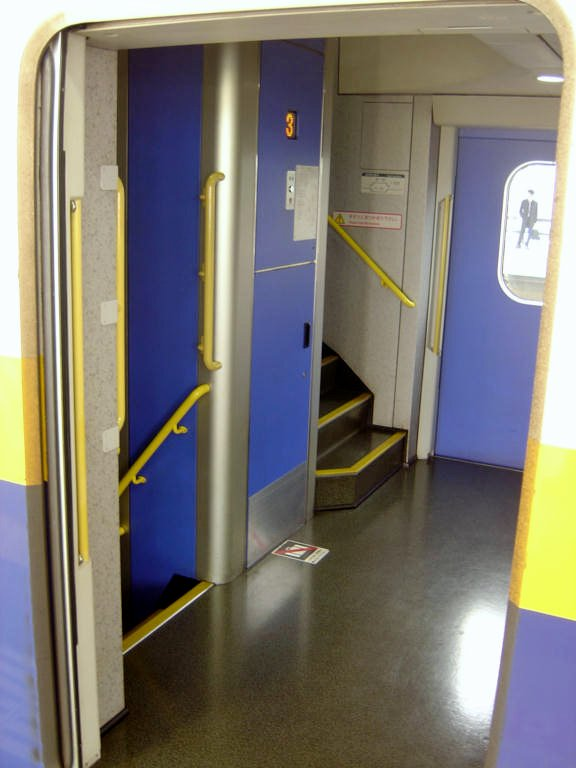
Feljáró lépcső